# Charly Keita
Charly Keita (Yopougon, 23 augustus 1999) is een Frans-Ivoriaans voetballer die sinds 2023 uitkomt voor Beerschot VA.

## Clubcarrière
Keita maakte op 6 oktober 2019 zijn officiële debuut voor het beloftenelftal van Pau FC, dat toen in de Championnat National 3 speelde: in de competitiewedstrijd tegen Aviron Bayonnais (0-1-nederlaag) kreeg hij een basisplaats. Keita scoorde dat seizoen vijf keer in negen competitiewedstrijden voor Pau B. Op 11 december 2021 maakte Keita zijn officiële debuut voor het eerste elftal van de club, die in 2020 voor het eerst in zijn bestaan naar de Ligue 2 was gepromoveerd. Keita, die na 70 minuten inviel voor Ebenezer Assifuah, scoorde in de 87e minuut de 1-2-aansluitingstreffer tegen US Quevilly-Rouen Métropole. Tien dagen later mocht hij ook invallen in de 3-0-nederlaag tegen Chamois Niortais.
Kort na zijn debuut in de Ligue 2 nam Keita afscheid van Pau: in januari 2022 verhuisde hij naar derdeklasser CS Sedan. Daar speelde hij twee halve seizoenen in de Championnat National. In januari 2023 versierde hij een transfer naar eersteklasser Clermont Foot, die hem weliswaar meteen uitleende aan FC Biel-Bienne, een Zwitserse satellietclub van Clermont Foot. Daar scoorde hij vier keer in veertien competitiewedstrijden in de Promotion League.
Keita bleef uiteindelijk niet lang bij Clermont Foot, want in de zomer van 2023 nam de Belgische tweedeklasser Beerschot VA hem op definitieve basis over van de club uit Clermont-Ferrand. Keita ondertekende een tweejarig contract met optie op een extra seizoen bij de Antwerpse club, die in het seizoen 2023/24 kampioen werd in Eerste klasse B. Keita droeg zijn steentje bij met vier competitiegoals, al opende de Frans-Ivoriaanse aanvaller pas op 17 december 2023 zijn doelpuntenrekening voor Beerschot.
2 Dagba ·
3 Matthys ·
4 Plat ·
5 Mbe Soh ·
6 Fayed ·
7 Reyners ·
8 Henderson ·
9 Kosiah ·
10 Verlinden ·
11 Krüger ·
13 Doucouré ·
16 Al-Ghamdi ·
17 Al-Sahafi ·
18 Sanusi  ·
19 Thiam ·
21 Vargas ·
25 Colassin ·
26 Tshimanga ·
27 Keita ·
28 Weymans ·
30 Huiberts ·
32 Wright-Phillips ·
33 Shinton ·
42 Martha ·
47 Cagro ·
51 De Stobbeleir ·
55 Nzouango ·
66 Tolis ·
71 Matijaš ·
Coach: Kuijt